# Departamento Salavina
Das Departamento Salavina liegt im südlichen Zentrum der Provinz Santiago del Estero im Nordwesten Argentiniens und ist eine von 27 Verwaltungseinheiten der Provinz. 
Es grenzt im Norden an das  Departamento Avellaneda, im Osten an das Departamento Aguirre, im Süden an das Departamento Mitre und im Westen an die Departamentos Quebrachos und Atamisqui. 
Die Hauptstadt des Departamento Salavina ist Los Telares.

## Städte und Gemeinden
Das Departamento Salavina ist in folgenden Gemeinden aufgeteilt:
- Chilca Juliana
- Los Telares
- Sabagasta
- Villa Salavina